# Festival Internacional de Cinema de Berlim 1963
A 13ª edição anual do Festival Internacional de Cinema de Berlim foi realizado entre os dias 21 de junho a 2 de julho de 1963. O Urso de Ouro foi concedido ao filme italiano Il diavolo, dirigido por Gian Luigi Polidoro, e ao japonês Bushidô zankoku monogatari, dirigido por Tadashi Imai.

## Júri
As seguintes pessoas foram anunciados como jurados do festival:
- Wendy Toye (chefe do júri)
- Harry R. Sokal
- Fernando Ayala
- Jean-Pierre Melville
- Baldev Raj Chopra
- Guglielmo Biraghi
- Masatora Sakurai
- Karl Malden
- Günther Engels

## Filmes em competição
Os seguintes filmes competiram pelo prêmio Urso de Ouro:
| † | Vencedor do prêmio principal de melhor filme em sua seção |
| Título                        | Diretor(es)              | País                   |
| ----------------------------- | ------------------------ | ---------------------- |
| Älskarinnan                   | Vilgot Sjöman            | Suécia                 |
| Bushidô zankoku monogatari    | Tadashi Imai             | Japão                  |
| The Caretaker                 | Clive Donner             | Reino Unido            |
| El less wal kilab             | Kamal El Sheikh          | Egito                  |
| Freud                         | John Huston              | Estados Unidos         |
| Garrincha, Alegria do Povo    | Joaquim Pedro de Andrade | Brasil                 |
| Il diavolo                    | Gian Luigi Polidoro      | Itália                 |
| L'Immortelle                  | Alain Robbe-Grillet      | França Itália Turquia  |
| La rimpatriata                | Damiano Damiani          | França Itália          |
| La terraza                    | Leopoldo Torre Nilsson   | Argentina              |
| Le soupirant                  | Pierre Étaix             | França                 |
| Leven en dood op het land     | Emile Degelin            | Bélgica                |
| Lilies of the Field           | Ralph Nelson             | Estados Unidos         |
| Los inocentes                 | Juan Antonio Bardem      | Argentina Espanha      |
| Mensch und Bestie             | Edwin Zbonek             | Alemanha Iugoslávia    |
| Mikres Aphrodites             | Nikos Koundouros         | Grécia                 |
| Retalhos da Vida de um Médico | Jorge Brum do Canto      | Portugal               |
| Sahib Bibi Aur Ghulam         | Abrar Alvi               | Índia                  |
| Un drôle de paroissien        | Jean-Pierre Mocky        | França                 |
| Verspätung in Marienborn      | Rolf Hädrich             | Alemanha França Itália |
| Wähle das Leben               | Erwin Leiser             | Áustria Suécia Suíça   |
| Yeolnyeomun                   | Shin Sang-ok             | Coreia do Sul          |
| Yksityisalue                  | Maunu Kurkvaara          | Finlândia              |

## Prêmios
Os seguintes prêmios foram concedidos pelo júri:
- Urso de Ouro: 
  - Il diavolo por Gian Luigi Polidoro
  - Bushidô zankoku monogatari por Tadashi Imai
- Urso de Prata de Melhor Diretor: Nikos Koundouros por Mikres Aphrodites
- Urso de Prata de Melhor Atriz: Bibi Andersson por Älskarinnan
- Urso de Prata de Melhor Ator: Sidney Poitier por Lilies of the Field
- Prémio Extraordinário do Urso de Prata: The Caretaker por Clive Donner
- Youth Film Award
  - Melhor Curta-metragem: Merci, Monsieur Schmitz por Alain Champeaux e Pierre Vetrine
  - Melhor Longa Metragem:
  - Ha-Martef por Natan Gross
  - Stop Train 349 por Rolf Hädrich
- Prêmio de Filme Juvenil – Menção Honrosa
  - Melhor Curta-metragem: The Home-Made Car por James Hill
  - Melhor Longa Metragem: Lilies of the Field por Ralph Nelson
- Prêmio FIPRESCI
  - Nikos Koundouros por Nikos Koundouros
  - Prêmio FIPRESCI – Menção Honrosa
  - La rimpatriata por Damiano Damiani
- Prêmio Interfilm
  - Lilies of the Field por Ralph Nelson
- Prêmio OCIC
  - Lilies of the Field por Ralph Nelson
- Prêmio UNICRIT
  - The Innocents por Juan Antonio Bardem